# Mimoxylamia gentyi
Mimoxylamia gentyi är en skalbaggsart som beskrevs av Stefan von Breuning 1977. Mimoxylamia gentyi ingår i släktet Mimoxylamia och familjen långhorningar. Inga underarter finns listade i Catalogue of Life.